# Six Nations Cup 2011
De Six Nations Cup 2011 is een dartstoernooi georganiseerd door de England Darts Organisation (EDO), uitgevoerd onder auspiciën van de British Darts Organisation (BDO). Het toernooi werd gehouden van 25 februari 2011 tot en met 27 februari 2011 in Erskine, Schotland.

## Six Nations-opstellingen

### Mannen
| 1                                                                                               | 2                                                                                              | 3                                                                                 |
| ----------------------------------------------------------------------------------------------- | ---------------------------------------------------------------------------------------------- | --------------------------------------------------------------------------------- |
| Engeland Martin Adams Tony O'Shea Scott Waites Garry Thompson Martin Atkins                     | Ierland Martin McCloskey Connie Finnan Sean McGowan Martin Heenaghan Mick Egan Steve McDonnell | Nederland Joey ten Berge Jan Dekker Willy van de Wiel Rick Hofstra Jerry Hendriks |
| 4                                                                                               | 5                                                                                              | 6                                                                                 |
| Noord-Ierland Barry Copeland Gary Elliot Daryl Gurney Daryl Loughery John Elder Mervyn Robinson | Schotland Mike Veitch Ewan Hyslop Ross Montgomery Craig Baxter Stewart Rattray                 | Wales Martin Phillips Wayne Warren Stephen Cake Gareth Holt Jamie Lewis           |

### Vrouwen
| 1                                                            | 2                                                                      | 3                                                        |
| ------------------------------------------------------------ | ---------------------------------------------------------------------- | -------------------------------------------------------- |
| Engeland Trina Gulliver Lisa Ashton Karen Lawman Deta Hedman | Ierland Olive McIntytre Angela De Ward Caroline Breen Nicola O'Donovan | Nederland Francis Hoenselaar Karin Krappen Tamara Schuur |
| 4                                                            | 5                                                                      | 6                                                        |
| Noord-Ierland Dorothy Majury Nicole Dillon Grace Crane       | Schotland Frances Lawson Susanna Young Louise Hepburn Kate Smith       | Wales Julie Gore Rhian Edwards Michelle Webber           |

## Groepsfase vrouwen
vrijdag 25 februari 2011
- Groep 1
  -  Nederland -  Ierland 8-1
  -  Ierland -  Noord-Ierland 8-1
  -  Noord-Ierland -  Nederland 2-7

- Groep 2
  -  Engeland -  Wales 5-4
  -  Wales -  Schotland 7-2
  -  Schotland -  Engeland 2-7

## Groepsfase mannen
zaterdag 26 februari 2011
- Groep 1
  -  Ierland -  Nederland 8-13
  -  Nederland -  Wales 11-13
  -  Wales -  Ierland 13-8

- Groep 2
  -  Noord-Ierland -  Schotland 4-13
  -  Schotland -  Engeland 9-13
  -  Engeland -  Noord-Ierland 14-1

## Knock-out vrouwen en mannen
zondag 27 februari 2011
- 5e / 6e plaats
  -  Noord-Ierland -  Schotland 1-5 (vrouwen)
  -  Ierland -  Noord-Ierland 9-13 (mannen)
- halve finale
  -  Nederland -  Wales 3-5 (vrouwen)
  -  Engeland -  Ierland 5-1 (vrouwen)
  -  Wales -  Schotland 13-8 (mannen)
  -  Engeland -  Nederland 13-5 (mannen)
- finale
  -  Engeland -  Wales 3-5 (vrouwen)
  -  Engeland -  Wales 13-8 (mannen)